# 매경닷컴
매경닷컴(maekyung.com)은 매경미디어그룹의 인터넷 사업을 담당하는 회사이다. 본사는 충무로 필동 매경미디어센터 내에 위치하고 있다.

## 주요 서비스
매경닷컴은 다음과 같은 서비스를 제공하고 있다.

#### 뉴스 서비스
매일경제신문, MBN 등 매경미디어그룹의 기사 온라인 서비스

#### 증권 서비스
증권 속보, 종목 시세, 해외 증시 정보 등 증권정보 서비스

#### 교육 서비스
오프라인 교육 사업과 온라인 교육 사업

## 연혁
2011
- 6월 - 스타투데이 독립매체 등록
- 7월 - MK차이나 사이트 오픈
- 9월 - MK DB플러스 오픈

2010
- 6월 - 모바일 안드로이드폰 MK뉴스 애플리케이션 서비스
- 7월 - 제4회 매경인터내셔널스쿨링캠프-남호주정부 교육부

2009
- 1월 - 매경 인터내셔널 스쿨링캠프 개최 - 남호주정부 공동
- 5월 - 매경 골프사이트 오픈
- 7월 - MK 경제지표 서비스
- 9월 - 언론사 최초 애플아이폰 MK뉴스 서비스: 미디어부문 애플리케이션 1위

2008
- 1월 - 뉴스 연예/스포츠면 개편 및 매경 Book 사이트 오픈
- 2월 - MK 헬스, Auto world 사이트 오픈
- 4월 - 세무센터 사이트 오픈
- 11월 - 엔터테인먼트 전문뉴스 사이트 "스타투데이" 오픈
- 11월 - 인사노무관리 사이트 "매경HR센터" 오픈
- 11월 - 공동 대표이사 윤영걸 취임

2007
- 3월 - 공동 대표이사 부사장 김진수 취임
- 4월 - 속보취재 체제 구축: 자체 증권 속보뉴스 생산
- 4월 - 제1회 로봇그랑프리대회 개최
- 4월 - 검색시스템 도입 오픈
- 4월 - 사이트 전면 개편
- 5월 - 기사 카테고리 분류체계 확립: 18개 대분류, 121개 중분류로 세분
- 9월 - 블로그 "오렌지" 오픈
- 10월 - 금융센터 사이트 개편
- 12월 - 매경 emba과정 구축

2006
- 3월 - 부동산 중개업소 대상 정보서비시스 개시
- 8월 - 중소기업대상 직무교육 수탁 운영
- 9월 - 영국 "맨체스터 MBA" 과정 제휴
- 12월 - 해외교육 전문강의장 오픈

2005
- 1월 - CMS 도입 사이트 개편
- 4월 - 미국형 MBA "Case Intensive EMBA"과정 오픈
- 4월 - U-city구현전략 워크샵 개최
- 6월 - 미국은행연합(ABA)과 금융교육에 관한 전략 제휴 체결
- 8월 - KTF, LGT와 모바일 컨텐츠 개발에 대한 전략 제휴 체결
- 9월 - 한국남동발전(주)와 중소기업지원 전략 제휴 체결
- 11월 - 2005 글로벌파이낸셜포럼 개최

2004
- 3월 - 창업/부동산 사이트 기획
- 5월 - 창업 정보서비스 개시
- 6월 - 부동산 사이트 구축
- 7월 - 모바일 증권/뉴스 서비스
- 10월 - 신성장동력 산업기술 세미나 개최

2003
- 3월 - 매경 MP PLUS출시
- 3월 - 대표이사 장대환 취임
- 3월 - 제4기 주주 현금배당
- 3월 - 매경닷컴 초기면 전면개편
- 11월 - 매경닷컴 비즈니스아카데미 오픈
- 12월 - 잠실IDC센터 목동 케이티로 이전

2002
- 3월 - S&P comstock과 제휴체결
- 7월 - Market Point 사업권 획득
- 10월 - 중국신화사경제뉴스(XFN) 서비스 개시

2001
- 2월 - 클럽리치 선정 국내일간지 부문 3주 연속 1위 사이트
- 3월 - 해외뉴스 서비스 개시
- 3월 - 세계최초 칼라코드 서비스 개시
- 3월 - 언론사 최소 ebook 서비스 개시
- 4월 - 인터넷 음성뉴스 서비스 개시
- 4월 - 능률협회 선정 금융부문 1위 사이트
- 7월 - 보험FP 사이버강의 오픈
- 10월 - 세계지식포럼 VOD서비스

2000
- 1월 - MBN 인터넷서비스(www.mbn.co.kr) 전면개편
- 1월 - 국내 최초 인터넷 증권방송(www.mkstocktv.co.kr) 개시(현재 SBS 비즈 biz.SBS.co.kr 대역)
- 1월 - 매일경제 인터넷서비스(www.mk.co.kr) 전면개편
- 2월 - MBN뉴스 VOD 서비스 오픈
- 2월 - 개인맞춤 형 주식시세정보 매경스톡캐스터 서비스 오픈

1999
- 11월 - 매경닷컴㈜ 설립
- 12월 - 99서울밀레니엄머니쇼 주최 및 인터넷생중계